# Грошани (Прахова)
Грошани (рум. Groșani) насеље је у Румунији у округу Прахова у општини Сланик. Oпштина се налази на надморској висини од 425 m.

## Становништво
Према подацима из 2002. године у насељу је живело 2101 становника, од којих су сви румунске националности.